# Pterocymbium viridiflorum
Pterocymbium viridiflorum är en malvaväxtart som beskrevs av Johannes Elias Teijsmann, Amp; Binn. och Sijfert Hendrik Koorders. Pterocymbium viridiflorum ingår i släktet Pterocymbium och familjen malvaväxter. Inga underarter finns listade i Catalogue of Life.